# Router
En router er en enhed på et computernetværk som forbinder et antal logiske eller fysiske netværk ved at videresende pakker fra et netværk til deres destination på et andet netværk i en proces kaldet routing. Routeren arbejder på OSI-modellens lag 3 (netværkslaget), i internetprotokollen kaldes dette lag IP-laget.
Fx kan en router bruges til at forbinde hjemmenetværket med internettet gennem et modem.